# Webster County (Missouri)
Webster County is een county in de Amerikaanse staat Missouri.
De county heeft een landoppervlakte van 1.537 km² en telt 31.045 inwoners (volkstelling 2000). De hoofdplaats is Marshfield.